# Otagh-e-Tarik
Otagh-e-Tarik (persa:  اتاق تاریک), comercialitzada en anglès com The Dark Room, és una pel·lícula dramàtica iraniana del 2018 dirigit, escrit i produït per Rouhollah Hejazi. El tema d'aquesta pel·lícula és la persecució i la violació de nens a l'Iran. Hejazi va assistir al trenta-sisè Festival Internacional de Cinema de Fajr tres anys després del seu darrer llançament, Death of the Fish.

## Trama
Farhad i Haleh i el seu fill Amir, de quatre anys, es traslladen a un nou complex d'habitatges. Un dia, Amir es perd al desert davant del complex. Els seus pares el troben, però Amir sembla molest i Farhad sospita que algú ha abusat del seu fill.

## Repartiment
- Saed Soheili - Farhad
- Sareh Bayat - Haleh
- Alireza Mirsalari - Amir
- Morvarid Kashian - Pegah
- Amir Reza Ranjbaran - Peyman

## Guardons
| Premi/Festival                             | Categoria                            | Receptor(s)   | Resultat  |
| ------------------------------------------ | ------------------------------------ | ------------- | --------- |
| Festival Internacional de Cinema de Kerala | Suvarna Chakoram (Millor pel·lícula) | Otaghe Tarik  | Guanyador |
| Festival de Cinema de Hanoi                | Millor pel·lícula                    | Otaghe Tarik  | Guanyador |
| Festival de Cinema de Hanoi                | The Best Actor                       | Saed Soheili  | Nominat   |
| Belgrade Film Festival                     | Millor pel·lícula                    | The Dark Room | Nominat   |
| Asian Film Festival Barcelona              | Millor guió (secció Panorama)        | The Dark Room | Guanyador |